# Mikołaj Kiszka (zm. 1644)
Mikołaj Kiszka herbu Dąbrowa (ur. około 1588, zm. 31 marca 1644 roku) – podskarbi wielki litewski w 1640 roku, kasztelan trocki w latach 1636–1640, wojewoda mścisławski w latach 1626/1627–1636, wojewoda dorpacki w 1617 roku, starosta wołkowyski w latach 1633–1637, starosta wiłkomierski w latach 1621–1633 i 1637–1644.

## Życiorys
W 1617 został wojewodą dorpackim, a od 1627 był wojewoda mścisławskim. W 1636 został kasztelanem trockim, a w 1640 podskarbim wielkim litewskim. Trzykrotnie był marszałkiem Trybunału Litewskiego.
Był elektorem Władysława IV Wazy w 1632 roku z województwa mścisławskiego, podpisał jego pacta conventa.